# We Are Men
We Are Men est une série télévisée américaine en onze épisodes de 23 minutes créée par Rob Greenberg dont seulement deux épisodes ont été diffusés le 30 septembre et le 7 octobre 2013 sur le réseau CBS et au Canada sur le réseau Global.
Cette série est inédite dans tous les pays francophones.

## Distribution

### Acteurs principaux
- Tony Shalhoub : Frank Russo
- Jerry O'Connell : Stuart Weber
- Kal Penn : Gil Bartis
- Christopher Nicholas Smith (en) : Carter
- Rebecca Breeds : Abby Russo

### Acteurs récurrents et invités
- Aya Cash : Claire (5 épisodes)
- Bre Blair : Amy, femme de Stuart (4 épisodes)
- Tracey McCall : Spin instructor (4 épisodes)
- Fiona Gubelmann : Sara (3 épisodes)
- Melissa Claire Egan : Rachel, résidente du complexe (épisode 7)
- Jane Leeves : Vanessa (épisode non-tourné)

## Fiche technique
- Réalisateur du pilote : Rob Greenberg
- Producteurs exécutifs : Rob Greenberg, Eric Tannenbaum et Kim Tannenbaum
- Société de production : CBS Television Studios

## Développement

### Production
Le projet a été proposé à CBS en février 2007 sous le titre Ex Men, puis de nouveau en février 2008 sous le titre Ex Life mais a été refusé le mois suivant.
Puis en juillet 2012, CBS a commandé un pilote, commandé la série le 10 mai 2013 et lui a attribué cinq jours plus tard lors des Upfronts la case horaire du lundi à 20 h 30 à l'automne.
Le 9 octobre 2013, CBS a annulé la série après seulement deux épisodes.

### Casting

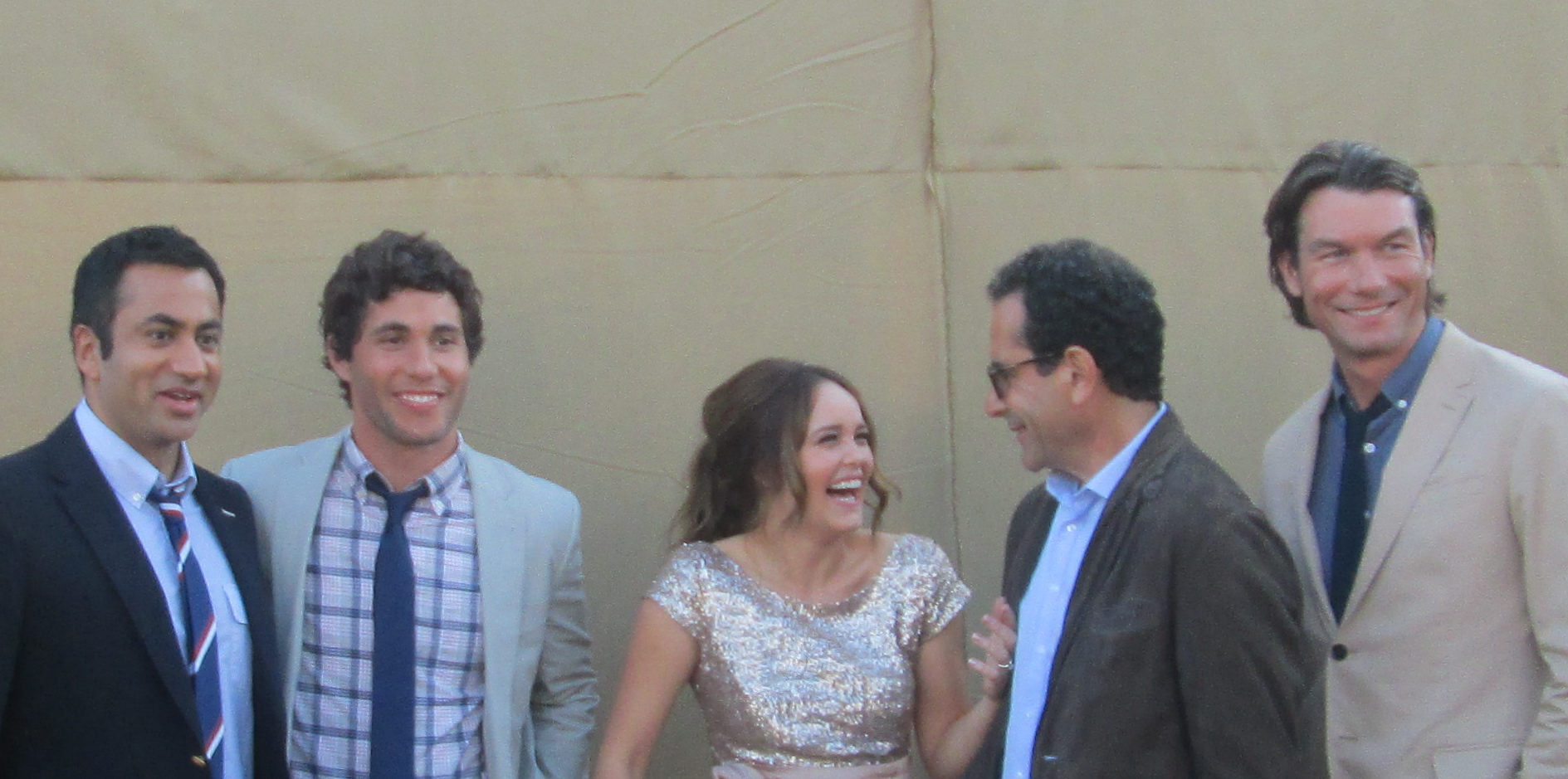
La distribution de la série en 2013.

Dès juillet 2012, les rôles ont été attribués dans cet ordre : Christopher Nicholas Smith (en), Kal Penn, Tony Shalhoub, Rebecca Breeds et Jerry O'Connell.
Parmi les acteurs récurrents et invités : Bre Blair, Jane Leeves et Melissa Claire Egan.

## Épisodes
1. Pilot
2. We Are Dognappers
3. We Are One Night Stands
4. We Are Learning to Swim
5. We Are Divorced Dads / We Are Wingmen
6. We Are Gentlemen
7. We Are Angry / We Are Carter's Dad Visits
8. We Are Carpe Pontiac
9. We Are Franksgiving
10. We Are Stuart's Anniversary
11. We Are for the Tots

## Accueil
Le pilote a attiré 6,61 millions de téléspectateurs aux États-Unis, soit moins que la série qui la précède (How I Met Your Mother, 7,87 millions) et la suivante (2 Broke Girls, 7,72 millions) sur le même réseau.
Le deuxième épisode a été regardé par 5,41 millions de téléspectateurs aux États-Unis.